# Gabriele Mana

Bischofswappen von Gabriele Mana

Gabriele Mana (* 4. März 1943 in Marene, Provinz Cuneo, Italien) ist ein italienischer römisch-katholischer Geistlicher und emeritierter Bischof von Biella.

## Leben
Gabriele Mana empfing am 25. Juni 1967 das Sakrament der Priesterweihe.
Am 13. Juli 2001 ernannte ihn Papst Johannes Paul II. zum Bischof von Biella. Der Erzbischof von Turin, Severino Kardinal Poletto, spendete ihm am 1. September desselben Jahres die Bischofsweihe; Mitkonsekratoren waren der Erzbischof von Vercelli, Enrico Masseroni, und der emeritierte Bischof von Biella, Massimo Giustetti. Die Amtseinführung erfolgte am 7. Oktober 2001.
Am 27. Juli 2018 nahm Papst Franziskus das von Gabriele Mana aus Altersgründen vorgebrachte Rücktrittsgesuch an.